# New Mixed Emotions
New Mixed Emotions war ein Pop-Duo mit Drafi Deutscher und Andreas Martin, das von Ende 1990 bis Anfang 1992 existierte und das zwischenzeitliche Nachfolgeprojekt zu dem Drafi Deutscher Duo Mixed Emotions mit Oliver Simon als Partner von Drafi Deutscher darstellte.
Im Zuge der von Fritz Rau für Mama Concerts & Rau präsentierten 1989er Deutschlandtournee von Drafi Deutscher kam es zur Trennung von Oliver Simon, der bis dahin Drafis Partner des Duos Mixed Emotions war. Drafis Manager und Tourneeproduzent Stefan Reich regte daraufhin an, Andreas Martin – welcher mit deutschen Versionen von Mixed Emotions Titeln (Du bist alles und Nur bei Dir) sehr erfolgreich gewesen war – zu fragen, ob er bei der Tournee den Part von Oliver Simon übernehmen wolle. So geschah es dann auch und Andreas Martin trat als Gast bei der Tournee auf.
Im Anschluss an diese Tournee, d. h. im Lauf des Jahres 1990, entstand aus dieser Zusammenarbeit das Album Side by Side, welches im Juli 1991 veröffentlicht wurde. Da die Plattenfirma EMI Electrola aber befürchtete, es könne zu rechtlichen Auseinandersetzungen mit Oliver Simon kommen, falls das Album unter dem Bandnamen Mixed Emotions veröffentlicht würde, beschlossen der damalige Electrola-Geschäftsführer Lothar Meinerzhagen und Manager Stefan Reich, das Duo als New Mixed Emotions zu präsentieren und das Album unter diesem Namen zu veröffentlichen.
Produziert wurde das Album von Father & Son Productions, bestehend aus Drafi Deutscher und seinem Sohn René.
Mit den daraus ausgekoppelten Singles Sensuality (When I Touch You) und Lonely Lover konnten sich Deutscher und Martin sehr gut in der ZDF-Hitparade platzieren.
Während sie mit Sensuality (When I Touch You) auf Platz 2 in der Februarsendung des Jahres 1991 landeten, konnten sie mit Lonely Lover die Hitparade im Juli 1991 sogar gewinnen. Für Drafi Deutscher war es die erste und neben dem Titel Amen im Dezember 1996 die einzige Nummer 1 in der ZDF-Hitparade in seiner gesamten Karriere. Der Titel war auch Teil der im Januar 1992 ausgestrahlten Sonderausgabe Die Highlights des Jahres 1991.
Im Laufe des Jahres 1991 traten Drafi Deutscher und Andreas Martin noch einige wenige Male bei Veranstaltungen live als New Mixed Emotions auf.
Anfang 1992 trennten sich die Wege von Drafi Deutscher und Andreas Martin dann wieder, da sich beide wieder verstärkt ihren Solokarrieren widmen wollten. 1999 belebte Drafi Deutscher das Projekt dann noch einmal unter dem Ursprungsnamen Mixed Emotions in der Originalformation mit Oliver Simon für ein weiteres Album neu.

## Diskografie
- 1991 Sensuality (When I Touch You) (Single / Maxi-CD)
- 1991 Lonely Lover (Single / Maxi-CD)
- 1991 Side by Side (Album-CD)